# Evelyn Wood
Feltmarskal Sir Henry Evelyn Wood (9. februar 1838 – 2. december 1919) var en britisk officer der modtog Viktoriakorset.
Wood blev født i 1838 i Braintree, Essex. Han blev uddannet på Marlborough College, og tjente som underofficer i Krimkrigen, under belejringen af Sevastopol, hvor han blev hårdt såret. Han forlod flåden, og var i Light Dragoons og senere løjtnant i 17th Lancers. I Indien var han i kamp under det indiske oprør i 1857, hvor han også modtog sit Viktoria Kors for tapperhed.
I 1861 blev Wood forfremmet til kaptajn, og i 1862 blev han major i 73rd Highlanders (Black Watch). I 1873 blev han forfremmet til oberstløjtnant og tjente i 1874 i Ashantikrigen. Derefter var han frem til 1878 stabsmedlem ved Aldershot.
I 1879 deltog han i Zulukrigen, hvor han fik kommando over den venstre kolonne af den britiske hær der krydsede grænsen til Zululand. Han led et sviende nederlag i slaget ved Hlobane, men vendte det dagen efter til en afgørende sejr i slaget ved Kambula. Han deltog også i slaget ved Ulunde.
I 1881 deltog Wood i den første boerkrig. Han forblev i Natal indtil 1882. 
Wood var derefter i Egypten, hvor han trænede den egyptiske hær. Han kommanderede briterne i slaget ved Gennis. I 1886 vendte han tilbage til England, og blev forfremmet til generalløjtnant. Inden han blev pensioneret, nåede han at opnå rang af Feltmarskal.
Wood er begravet på den militære gravplads ved Aldershot i Hampshire.